# TS Casablanca (basket-ball)
Maillots
Le Tihad Sportif de Casablanca est un club de basket-ball marocain, basé à Casablanca.

## Palmarès
- Championnat du Maroc (4)
  - Champion : 1987, 1989, 1995, 2002

- Coupe du trône (5)
  - Vainqueur : 1988, 1990, 1993, 1994, 2003
  - Finaliste : 1986, 1989, 1995, 2000, 2005